# Sporidiobolus ruineniae
Sporidiobolus ruineniae är en svampart som beskrevs av Holzschu, Tredick & Phaff 1981. Sporidiobolus ruineniae ingår i släktet Sporidiobolus och familjen Sporidiobolaceae.   Inga underarter finns listade i Catalogue of Life.